# Ptychobela sumatrensis
Ptychobela sumatrensis é uma espécie de gastrópode do gênero Ptychobela, pertencente a família Pseudomelatomidae.